# Teatro do Incêndio
O Teatro do Incendio é um teatro localizado no bairro do Bixiga, em São Paulo. 
O grupo teatral criado em 1996 pelo ator, dramaturgo e diretor de teatro Marcelo Marcus Fonseca tem sua sede em uma casa histórica de características européias, datada de 1905. Esta construção centenária carrega consigo não apenas a arquitetura característica da época, mas também uma rica história que se entrelaça com o desenvolvimento cultural e social de um dos bairros mais icônicos da cidade. Sob a liderança de Marcelo Marcus Fonseca, o Teatro do Incêndio tornou-se um importante centro de produção cultural em São Paulo. O grupo é conhecido por suas montagens que dialogam com temas sociais relevantes, explorando a identidade e a cultura brasileiras de maneira visceral e poética.
O Bixiga, oficialmente chamado de Bela Vista, é um bairro fundado no final do século XIX e início do século XX, conhecido por sua forte presença cultural, especialmente ligada à imigração italiana. O bairro tornou-se um centro de efervescência cultural, com suas tradicionais cantinas, festas populares como a Festa de Nossa Senhora Achiropita, e sua contribuição significativa ao teatro paulistano.
A casa que hoje abriga o Teatro foi construída em 1905, refletindo a típica arquitetura residencial da época, com influências europeias trazidas pelos imigrantes que se estabeleceram na região. Suas paredes, tetos altos e detalhes arquitetônicos mostram o passado do bairro. Originalmente, a casa servia como residência para famílias que faziam parte da crescente classe trabalhadora do bairro. Ao longo das décadas, a casa passou por diversas transformações e usos, refletindo as mudanças socioeconômicas e culturais do Bixiga.
Foi no ano de 2017 que a casa passou a abrigar a sede própria do Teatro do Incêndio, localizada na Rua 13 de Maio, 48. A escolha do Bixiga como sede do teatro não foi por acaso; o bairro, com sua rica história cultural e espírito comunitário, oferecia o ambiente perfeito para o desenvolvimento das atividades do grupo.
A casa, então, foi adaptada para atender às necessidades de um espaço cultural, mantendo, no entanto, a maior parte de sua estrutura original. Essa harmonização entre o passado e o presente é visível na preservação dos detalhes arquitetônicos da casa, que convivem com as instalações modernas necessárias para a realização de espetáculos teatrais. O edifício de 1905 continua a ser um símbolo de resistência cultural e de valorização da memória histórica do bairro. Ao ocupar essa casa centenária, não apenas preserva um pedaço importante da história arquitetônica de São Paulo, mas também reinventa seu uso, transformando-o em um espaço vibrante de criação artística e diálogo social.